# أوليفر فيليب
أوليفر فيليب (بالألمانية: Oliver Filip) (15 يناير 1998 في النمسا - ) هو لاعب كرة قدم نمساوي في مركز الوسط.

## وصلات خارجية
- أوليفر فيليب على موقع قاعدة بيانات كرة القدم.إي يو (الإنجليزية)
- أوليفر فيليب على موقع Soccerway.com (الإنجليزية)
- أوليفر فيليب على موقع عالم كرة القدم.نت (الإنجليزية)